# 西德尼坊
西德尼坊（Sydney Place）位于英格兰萨默塞特郡巴斯的巴斯威克（Bathwick），建于1800年左右。其中许多建筑都是登录建筑。
西德尼坊1-12号为3层建筑，由托马斯·鲍德温（Thomas Baldwin）规划于1795年左右，拥有孟莎式屋顶。简·奥斯汀从1801年到1805年住在4号。
西德尼坊93-103号也是3层建筑，由老约翰·平奇（John Pinch the elder）设计于1808年。夏洛特王后于1817年住在93号，而威廉四世住在103号。
霍本博物馆（Holburne Museum）最初为西德尼酒店（Sydney Hotel），由查尔斯·哈考特·马斯特斯（Charles Harcourt Masters）于1795-1796年建造。 它位于西德尼欢乐花园（Sydney Pleasure Gardens）内，从道路延伸到埃文运河。